# La Compagnie des glaces (jeu de rôle)
La Compagnie des glaces est un jeu de rôle créé en 1986 par Jean-pierre Pecau et Fabrice Cayla, illustré par Marcel Laverdet, Patrick Demuth, Phil Le Chien. Il est l'adaptation de la série de romans La Compagnie des glaces de Georges-Jean Arnaud.